# La guerra de los duraznos
La guerra de los duraznos es una novela del escritor chileno Roberto Ampuero, publicada por primera vez en 1986 en alemán con el título de Der Pfirsichkrieg (Kinderbuchverlag, Berlín; traducción de Joachim Meinert; ilustraciones de Marta Hofmann) y reeditada en 2001 en español. Única novela de corte juvenil de Ampuero, está ambientada en Valparaíso, su ciudad natal, durante el régimen militar de Augusto Pinochet.

## Trama
Ignacio y compañía encuentran a una persona casi muerta durante uno de sus juegos y deben decidir si llevarlo a la policía (carabineros) o ayudarlo a ocultarse hasta que sane y pueda arreglárselas por sí mismo.
Estos niños luchan por defender su cabaña de otro grupo llamado escorpiones. El señor que recogen en uno de sus días de juego se llama Lautaro, un campesino que huye de los militares que lo acusan de extremista por haber desobedecido las órdenes de abandonar la casa que por derecho le pertenecía.
Ignacio y Minuno le ayudaron a sobrevivir mientras le sanaba la herida después de un tiempo él se pudo ir y continuó su vida normal.